# Wim Walschaerts
Wim Walschaerts (Antwerpen, 5 november 1972) is een Belgisch voormalig voetballer. Hij speelde als verdediger.

## Loopbaan
Walschaerts sloot op zijn achttiende zijn jeugdcarrière bij Beerschot VAC af en ging in hetzelfde jaar in de A-kern zijn debuut maken. Hij speelde er van 1990 tot 1995.
In 1996 trok hij naar tweedeklasser KFC Tielen, waar hij tot 1998 speelde, toen de club werd opgeheven. Daarna ging hij spelen voor het Engelse Leyton Orient. In 2001 keerde hij terug naar België en ging er voor tweedeklassers KFC Strombeek spelen. In 2002 verhuisde hij al naar derdeklasser Berchem Sport en in 2003 naar Red Star Waasland, dat wat later naar Tweede Klasse promoveerde. Daarna ging hij opnieuw in de lagere reeksen spelen: in 2006 voor RC Lebbeke, in 2008 weer voor Berchem Sport, in 2009 voor KFCO Wilrijk en ten slotte Ternesse VV Wommelgem. Het bleef toch nog kriebelen, en Walschaerts ging terug aan de slag bij de Antwerpse eersteprovincialer KFC Excelsior Kaart in Brasschaat.